# Insyn
Insyn är ett svenskt begrepp som används både inom politik och näringsliv. Ibland används begreppet transparens med ungefär samma innebörd.
Insyn i myndigheter är nödvändigt för att säkerställa att medborgarna har tillgång till information i angelägenheter som angår dessa samt för att förhindra korruption. I Sverige regleras insynen genom bland annat offentlighetsprincipen. Den närmare definitionen av begreppet varierar något och överlappas samt kompletteras av begrepp som "öppenhet" men i viss mån också "ansvarighet". Man kan säga att insyn principiellt förutsätter att beslutsfattarna motiverar sina beslut samt att de gör det på ett sätt som är begripligt. Givetvis skall uppgifterna också vara åtkomliga inte minst för dem som berörs av besluten (men också för andra, till exempel för journalister). Som nämnts ovan är det offentlighetsprincipen som principiellt garanterar att relevant information är åtkomlig för granskning. Undantag från rätten att ta del av offentliga uppgifter regleras i offentlighets- och sekretesslagen. 
Insyn i offentlig sektor genom tillgång till öppna data brukar anses som en av grundpelarna i öppen förvaltning.
Inom näringslivet används begreppet som ett mått på ett företags öppenhet gentemot olika externa intressenter, men även i betydelsen att organisationen går att överblicka och förstå internt. Ett exempel på arbete med att öka insynen i företag är utveckling av ekonomiska redovisningsprinciper som det internationella standarderna i IFRS som definierar vilken information som ska ingå i ekonomisk rapportering och därmed öka transparens och jämförbarhet.